# 10545 Каллюнґе
10545 Каллюнґе (10545 Kallunge) — астероїд головного поясу, відкритий 2 березня 1992 року.
Тіссеранів параметр щодо Юпітера — 3,628.